# Адил Османов
Адил Османов (Москва, 2. јул 2000) молдавски je џудиста. Освојио је бронзану медаљу на Летњим олимпијским играма 2024.

## Живот
Адил Османов је рођен од оца Азербејџанца и мајке Молдавке у Москви. Преселио се у Кишињев 2017.

## Каријера
Године 2021. освојио је бронзу на Европском првенству у џудоу за У23 у Будимпешти 2021. Поново је освојио бронзу на Европском првенству У23 2022. године у Сарајеву.
Освојио је сребрну медаљу на Отвореном првенству Европе у Варшави 2023. Освојио је бронзану медаљу на Великој награди Горње Аустрије 2023.
Победио је у категорији до 73 кг на Великој награди Горње Аустрије 2024. у Линцу, победивши Коена Хега из Холандије у полуфиналу и Рашида Мамадалијева у финалу. Уследио је то победом на гренд слему у Анталији 2024. Ово је била прва златна медаља за Османова на гренд слему - и стигла је само неколико недеља након његове прве златне медаље на Гранд прију.
На Летњим олимпијским играма 2024 . освојио је бронзану медаљу у категорији до 73 кг.